# Guiné nos Jogos Olímpicos de Verão de 1968
A Guiné participou dos Jogos Olímpicos pela primeira vez nos Jogos Olímpicos de Verão de 1968 na Cidade do México, México.